# スタンドUPスタート
『スタンドUPスタート』（スタンドアップスタート）は、福田秀による日本の漫画作品。『週刊ヤングジャンプ』（集英社）にて、2020年29号から2023年50号まで連載。
過去の栄光にすがる中年や前科者、就業経験のない主婦、就職活動に挫折した大学生など、さまざまな事情を抱えた「訳アリ人材」へ投資する主人公を描くビジネスストーリー。起業・経営コンサルタントの上野豪が協力・監修を行った。
2023年1月期にフジテレビ系にてテレビドラマ化された。

## あらすじ
主人公の三星大陽は、自称「人間投資家」の男。彼は、50代で銀行管理職から降格された男性、就職活動に行き詰まる男子学生、仕事経験が皆無の専業主婦など、様々な事情を抱える人材に投資を持ちかけつつ、起業活動において世界でも最下位の日本を、世界一の起業先進国にするべく奮闘する。

## 登場人物

### 主要人物
三星大陽（みほし たいよう）
投資会社「サンシャインファンド」の社長。自身を「人間投資家」と名乗る男。

## 書誌情報
- 福田秀 『スタンドUPスタート』 集英社〈ヤングジャンプ・コミックス〉、全13巻
  1. 2020年10月16日発売[7][7][集 1]、ISBN 978-4-08-891669-9
  2. 2021年1月19日発売[集 2]、ISBN 978-4-08-891756-6
  3. 2021年5月19日発売[集 3]、ISBN 978-4-08-891885-3
  4. 2021年8月18日発売[集 4]、ISBN 978-4-08-892053-5
  5. 2021年11月19日発売[集 5]、ISBN 978-4-08-892140-2
  6. 2022年3月18日発売[集 6]、ISBN 978-4-08-892250-8
  7. 2022年6月17日発売[集 7]、ISBN 978-4-08-892330-7
  8. 2022年9月16日発売[集 8]、ISBN 978-4-08-892426-7
  9. 2022年12月19日発売[集 9]、ISBN 978-4-08-892540-0
  10. 2023年3月17日発売[集 10]、ISBN 978-4-08-892625-4
  11. 2023年6月19日発売[集 11]、ISBN 978-4-08-892851-7
  12. 2023年9月19日発売[集 12]、ISBN 978-4-08-892888-3
  13. 2023年12月19日発売[集 13]、ISBN 978-4-08-893038-1

## テレビドラマ
2023年1月18日から3月29日まで、フジテレビ系「水曜22時枠」にて放送された。主演は民放GP帯の連続ドラマ初主演となる竜星涼。

### あらすじ（テレビドラマ）
自称：人間投資家の男、三星大陽。
彼は社会の訳あり人材を一から立ち上がらせる男だった。
彼と出会った人たちの後の人生は？

### キャスト

#### 主要人物
三星大陽（みほし たいよう）
演 - 竜星涼（小学生時：青木凰）
投資会社「サンシャインファンド」の社長。自身を「人間投資家」と名乗る男。

#### 三ツ星重工
三星大海（みほし たいが）
演 - 小泉孝太郎（少年時代：宍戸晴空）
大陽の兄。家業である財閥系企業「三ツ星重工」の代表取締役社長。
三星義知（みほし よしとも）
演 - 反町隆史
大陽と大海の叔父。「三ツ星重工」の代表取締役副社長。
高島瑞貴（たかしま みずき）
演 - 戸次重幸
社長室長。

#### 株式会社ワカラン
社名は和（日本）華（中華）蘭（オランダ）の文化が交ざり合って成長した長崎の和華蘭料理と「人生もわからないものだ」という意味のダブル・ミーニング。
武藤浩（むとう ひろし）
演 - 塚地武雅
「三ツ星重工」の元社員。造船所の現場責任者として貢献していたが、大海が断行したリストラで失業。造船所のあった風汐市で自らなんでも屋の「武藤本舗」を起業するも、大陽の「風汐市ネットスーパー化計画」を実現するため山谷コンビを引き込み「株式会社ワカラン」と屋号を変え、社長に就く。
山口浩二（やまぐち こうじ）
演 - 高橋克実
三ツ星重工の常務だったが、航空部門の不適切な会計処理の責任を取らされ退職させられる。武藤に賛同し、「ワカラン」の起業に参加する。
加賀谷剛（かがや つよし）
演 - 鈴木浩介
三ツ星重工グローバル推進事業部本部長から最終的に執行役員 CHO 最高人事責任者まで昇進したが、山口の後を追って退職。武藤に賛同し、「ワカラン」の起業に参加する。

#### サンシャインファンド
M（エム）
声 - 雨宮天
大陽の専属秘書。電話やリモートで大陽をサポートし、決して姿を現さない。実は海外に居たためで、帰国後に大陽のオフィスに姿を現す（最終話）。

#### 周辺人物
小野田虎魂（おのだ どらごん）
演 - 吉野北人（THE RAMPAGE）
ゲーム会社「ハイパースティック」の社長。
大陽を実の兄のように慕う。中卒の前科持ちで、経歴にコンプレックスを抱いている。
「ハイパースティック」を小学生向けのオンライン塾「ニュージェネ学院」に売却する（第4話）。
林田利光（はやしだ としみつ）
演 - 小手伸也
保険会社「リリーフ保険」の部長。メガバンク「みその銀行」融資部門の次長から左遷され、出向している。
大陽から「起業家と銀行のマッチメーカー」として起業を呼びかけられ、「スタートマッチ」を創業する。
羽賀佳乃（はが よしの）
演 - 山下美月（乃木坂46）（小学生時：長谷川晏）
「みその銀行」の融資部門の行員だったが、「ピースシップパートナーズ」を起業し、M&Aアドバイザーとなる。
立山隼人（たてやま はやと）
演 - 水沢林太郎
起業を目指す大学生。大学の起業サークルに所属している。
音野奈緒（おとの なお）
演 - 安達祐実
シニア向けマンションの管理を行う「カラーライブ」の社長。就業経験ゼロの専業主婦だったが、太陽に勧められ起業した。
根岸（ねぎし）
演 - 植村颯太
「ハイパースティック」の社員。虎魂の部下。

#### ゲスト

##### 第1話
田中通久（たなか みちひさ）
演 - 勝村政信
「みその銀行」の部長。利光の元上司。
林田洋子（はやしだ ようこ）
演 - 中島ひろ子
利光の妻。
林田隆介（はやしだ りゅうすけ）
演 - 山﨑光
利光の息子。
リリーフ保険の社員
演 - 吉村元希、足立尭之（役名：藤井）、小西貴大（役名：鈴木）
「リリーフ保険」での利光の元部下。
レイコ
演 - 香音
クラブで働くホステス。
ラウンドガール、リングアナ
演 - 雪平莉左、田淵裕章（フジテレビアナウンサー）
ベンチャー企業経営者100名を集めたイベントの出演者。
音野圭一郎（おとの けいいちろう）
演 - 大東駿介
奈緒の夫。
音野真央（おとの まお）
演 - 深尾あむ
奈緒の娘。
中川（なかがわ）
演 - 松本利夫（EXILE）
奈緒が働くマンションのオーナー。
新聞記者
演 - 加賀翔（かが屋）、賀屋壮也（かが屋）
「三ツ星重工」の株主総会を取材する記者。
橋本
演 - 伊藤正之（第2話・第5話・第9話 - 最終話）
「三ツ星重工」の役員。株主総会で不採算の造船部門を縮小して3期連続の黒字化を達成したことを報告する。最終話では副社長、
司会
演 - 藤本万梨乃（フジテレビアナウンサー）
「三ツ星重工」の第95回定時株主総会の司会。
企業の若手社長
演 - 徳永ゆうき（写真出演）
バイオベンチャーの若手社長。「みその銀行」時代に林田が融資を断ったが、その後に雑誌「BUSINESSMAN」の表紙に採り上げられるほど大成功する。
庄島
演 - 寺坂頼我（第4話）
「ハイパースティック」の社員。虎魂の部下。

##### 第2話
東城充（とうじょう みつる）
演 - 野村周平（第10話・最終話）
新進気鋭のイベント会社「エンジョイ・メーカーズ」の社長。
福島あかね（ふくしま あかね）
演 - 岡本玲（最終話）
「エンジョイ・メーカーズ」の副社長。
大森千里（おおもり ちさと）、小岩井明、壇美優（だん みゆう）
演 - 鈴木ゆうか、駒井蓮、小浜桃奈
起業サークルに所属する女子大学生。
大村
演 - 縄田カノン
「エンジョイ・メーカーズ」の社員。東城に意見して解雇される。
社員
演 - 土山茜、両角周、平山りの
「エンジョイ・メーカーズ」→「サンライズファースト」の社員。
ホームレス
演 - ジジ・ぶぅ

銀行員
演 - 福永理未
「三宮銀行」の行員。「エンジョイ・メーカーズ」との融資契約の担当者。
町内会長、女性、レストランのオーナー
演 - 関幸治、武藤令子、畠山智行
「エンジョイ・メーカーズ」、「株式会社ファクシミリ」、「サンライズファースト」での福島の顧客。
女性
演 - 有田あん
実績のない「エンジョイ・メーカーズ」を袖にした企業の担当者。
部下
演 - 菊池明明（第8話）
「三ツ星重工」での加賀谷の部下。
アナウンサー
演 - 竹俣紅（フジテレビアナウンサー）
「エンジョイ・メーカーズ」が手掛けるVENUS ROCK FESTIVAL初日に台風16号が関東に最接近するニュースを伝える。

##### 第3話
御手洗光一（みたらい こういち）
演 - 内藤秀一郎（小学生時：西巻大翔）
大陽の同級生。パチンコチェーンの御曹司。
羽賀綾乃（はが あやの）
演 - 国生さゆり
佳乃の母親。夫の不倫で離婚後、パチンコ依存症になる。
御手洗裕二（みたらい ゆうじ）
演 - 長谷川初範
光一の父親。
吉川
演 - アキラ100%
パチンコ「Xenon」の店員。御手洗の部下。
森山
演 - Yes!アキト
パチンコ機メーカーの営業マン。
鴨志田一（かもしだ はじめ）
演 - 永井大（第4話・最終話）
大陽からの出資で、ソープランド「ブルーラグーン」など風俗業界で成功した。
管理長
演 - 岩橋道子
依存症患者のための施設の管理長。
行員
演 - 鈴木りほ
「みその銀行」での佳乃の同僚。
医者
演 - 松坂龍
綾乃にギャンブル依存の兆候がみられると佳乃に告げる。
サラリーマン
演 - 嶋田彦、島崎義久、星川ゆうじ
昼間から道端で酒盛りするサラリーマン。一度足を踏み外したら二度と戻ってこれない黒い世界の人間、と綾乃が佳乃に諭す。
パチンコ店の客
演 - 藤井陽人、コガケースケ
パチンコ「BELLE CITY」の開店前に列に割り込んだと揉める客たち。
パチンコ店の女性客
演 - 大和やち
玉が出ず、台に当たり散らす。
同級生
演 - 柚来しいな、天池叶憂
佳乃の高校時代の同級生。
クラスメイト
演 - 中村晴、八尾龍成、養田有星
大陽と御手洗の小学生時代のクラスメイト。

##### 第4話
野本優作（のもと ゆうさく）
演 - 竹財輝之助
「ビーサイドパートナーズ」のM&Aアドバイザー。虎魂に「ハイパースティック」のエグジットを勧める。
勝又宗平（かつまた そうへい）
演 - 板尾創路
大手ゲーム会社「バンパー」の社長。「ハイパースティック」の買収に乗り出す。
店主
演 - 吉田ウーロン太
虎魂の行きつけの居酒屋の店主。かつて虎魂と大陽がそこでスタートアップの話をしていた時にも既に働いていた。
重役
演 - 西沢仁太、竹森千人
虎魂が参加したサロンに集う重役たち。「ハイパースティック」のリテンションについて、「そこが弱いと　インストールされてもLTVが上がらない」と指摘する。

##### 第5話
豊光幸男（とよみつ さちお）
演 - 小沢和義（第6話）
豊光水産のコワモテ社長。三ツ星重工造船所跡地を購入しようとしている。大陽たちは自らのネットスーパー化計画を進める為、跡地購入交渉から豊光に手を引いてもらうべく面談する。
奥田、村尾
演 - 西尾まり（第6話）、津村知与支（第6話）
風汐市『元気なまちづくり』推進補助事業企業説明会に参加した商工会のメンバー。商工会のゆるキャラ「かざにゃん」を軸にした事業案をプレゼンする。
職員
演 - ゆってぃ（第6話）、あいだあい（第6話）、勢登健雄（第6話）
風汐市の職員。風汐市『元気なまちづくり』推進補助事業企業説明会の主催者側代表。
商店街会長
演 - 螢雪次朗（第6話）
青果店を営む風汐市の商店街会長。造船所勤務時代からの武藤の知り合いだったが、ネットスーパー化計画に理解を示さず、仲間を纏めて反対に回る。
商店街の店主たち
演 - 金田誠一郎（第6話）、佐野啓（第6話）、ホリベン（第6話）
商店街会長に同調する店主たち。武藤本舗の第1回『風汐市ネットスーパー事業』説明会で荒れ、途中退席する。
むつみやの店主
演 - 西原亜希（第6話）
商店街の味噌屋の店主。武藤本舗の第1回目の説明会は「組合の事は重鎮たちが全部決めるから」と出席しなかったが、武藤の説得に応じて2回目の説明会に参加する。
商店街の店主たち
演 - 種川遼、すわいつ郎、七枝実
武藤本舗の第2回『風汐市ネットスーパー事業』説明会に出席した店主たち。事業計画にざっくり賛成し、「総菜は扱うのか?」「商品を置く期間は?」「マージンはどがん感じ?」などと質問する。
取締役
演 - 大河内浩
梵工業の取締役。就活相談に来た山谷コンビをそれなりのポストで迎えたいとは言うものの、ポストを望まず現場仕事をしたいという彼らの希望には難色を示す。
会社役員
演 - 小谷つくる
山谷コンビが現場の最前線にいた頃のかつての営業先の会社役員。営業一筋の山口が巧みな話術で相手の懐に入り込み、技術畑の加賀谷がロジックで相手を説得するというスタイルでコンビで仕事していた。
虎魂の新たな開発メンバー
演 - 原愛音（最終話）、うえきやサトシ（最終話）
ネットスーパーに欠かせぬ配送システムのAI開発が出来る優秀なエンジニアを集めて欲しい、という太陽の頼みに応じて虎魂が集めたメンバー。
社員
演 - 田中貴裕
「三ツ星重工」の社員。橋本から「社長がワンマンすぎ」「特に山谷コンビが辞めてから誰も意見を言えなくなった」と愚痴をこぼされる。

##### 第6話
五十嵐正人（いがらし まさと）
演 - 鶴見辰吾
浩の「三ツ星重工」造船所での元同僚。浩から「ワカラン」の配送ドライバーにならないかと誘われる。
社員
演 - 山本諭
「三ツ星重工」産業ロボット技術チームのリーダー。
面接官
演 - 佐古井隆之
五十嵐が正社員登用を目指して受けた企業の就職面接官。

##### 第7話
永野凛子（ながの りんこ）
演 - 白石聖（小学生時：松岡夏輝）（最終話）
洋菓子店「クレヨン・ドゥ・クルール」の社長。老舗洋菓子店「ながの製菓」の次女。昨年スイーツコンクールの世界大会で優勝。
永野絵美（ながの えみ）
演 - 大西礼芳（中学生時：西奈美怜）（最終話）
創業65年の老舗洋菓子店「ながの製菓」の社長。凛子の姉で大陽の幼なじみ。
倉越宗（くらこし たかし）
演 - 矢柴俊博（最終話）
凛子の店に訪れた客。四の五の言わず保冷剤を追加せよと難癖を付け、その模様を隠し撮り編集した動画をネットで拡散した。
江原洸希（えはら こうき）
演 - 前川泰之
αトルテの役員。「ながの製菓」に買収の話を持ちかける。
大岩絵里子
演 - 天海祐希
αトルテ代表取締役社長。
古谷
演 - 朝倉伸二
「ながの製菓」での絵美の側近。
木原、高橋彰、佐伯
演 - 池上紗理依、橘花征志郎、まるぴ
凛子のお店「クレヨン・ドゥ・クルール」の従業員たち。
部下
演 - 堀田勝（第8話）
「三ツ星重工」社員。航空事業部の不正に関し、何者かが会計ファイルに不正アクセスしていた形跡がある、と高島に報告する。

##### 第8話
轟彰（とどろき あきら）
演 - 佐野史郎
高島瑞貴の前職「三ツ星銀行」での上司。定年退職前は営業部長。
篠田博康（しのだ ひろやす）
演 - 岩城滉一
三ツ星グループ「三ツ星エネルギー」の副社長。元経産省エネルギー庁長官。
高島に代わって本社の取締役兼社長室長に抜擢されるも、「三ツ星エネルギー」が開発したカーボンリサイクル技術のデータを「SONOMIYA技研」に横流ししていたことが発覚し、自ら職を辞す。
三星匡邦（みほし まさくに）
演 - 大友康平（第9話・第10話）
前「三ツ星重工」社長。
大木大吾（おおき だいご）
演 - やべきょうすけ（第9話・第10話）
大陽の友人で、バイク屋「大木モーター」経営者。業績不振で一時「ミズオート」のフランチャイズ店舗になるも、大陽のアドバイスで再びスタンドアップした。
轟久江
演 - 立枝歩
轟彰の妻。家庭を顧みない夫に愛想をつかし、熟年離婚を切り出す。
西村良子
演 - 松本海希
轟家の隣人。そば打ち教室での仲間。
作業員
演 - 古谷佳也
大陽の「三ツ星エンジニアリング」副社長時代の工場の作業員。大陽のアドバイス通りやって上手く行ったが、自分の立場がないとこぼす。
岡田
演 - 田野倉雄太
作業員。工場に差し入れを持って訪れていた大陽に「本社でお呼びです」と伝えに来る。
芸人
演 - ガクヅケ
轟久江が自宅居間のタブレットで観ている芸人。

##### 第9話
河野幸（こうの さち）
演 - 星野真里（第10話・最終話）
東京英明大学の准教授。音の物理的特徴差異分析装置の研究をしている。
三上珠緒（みかみ たまお）
演 - 田鍋梨々花（第10話・最終話）
河野のもとで研究をする東京英明大学工学部3年生の学生。週5でアルバイトをしながら奨学金で大学に通う。強いハングリー精神から付いたあだなが「鋼鉄の美女」。
八神圭吾（やがみ けいご）
演 - 栁俊太郎（第10話・最終話）
河野と三上の研究に興味を持ったと「三ツ星エネルギー」次世代事業開発本部マネージャーの名刺を持って二人に近づく男。6年前に大陽と知り合い、彼の勧めで「リファラル採用」を繋ぐ事業をスタートアップさせるが、顧客情報流出で失敗した過去がある。最終話では「三ツ星重工」社長室長。
瑠奈
演 - ついひじ杏奈
三上の大学での友達。三上を合コンに誘うが断られる。
サラリーマン、喧嘩する男
演 - 齋賀正和、北代祐太
八神が喧嘩の仲裁に入り、それがきっかけで大陽と知り合う。
不動産屋
演 - 川﨑珠莉
不動産屋「N・ASSET」社員。八神に物件を紹介する。
社員
演 - 長谷川慎也
かつての八神の部下。付いていけないと退社する。
柴田、猪俣圭吾
演 - 泉拓磨、亀谷透
「ウラノス企画」社員。道端で八神に難癖を付けていたところに通りかかった三星義知に諭される。
記者
演 - 木原実優
八神にインタビューする記者。
司会者
演 - わたなべなたわ
大陽と三上が出会った「第一回NEW WAVEスタートアップサミット」の司会者。
学生
演 - 千枝義人、速川大弥、西潟應二朗
東京英明大学の学生。それぞれ三上をクルーズパーティ、銀座の寿司屋、乗馬に誘うも拒絶される。
部下
演 - 川末敦
三星義知の部下。
過去の役員
演 - 原岡見伍（第10話）、花ケ前浩一（第10話）
「三ツ星重工」。

##### 第10話
記者
演 - 川田広樹（ガレッジセール）（最終話）
三ツ星重工の記者会見に参加する記者。
女性
演 - 音月桂
義知にカルテルと疑われるような取引を持ちかけられる会社の女性。
役人
演 - 徳井健太（平成ノブシコブシ）
義知が仕掛けた盗聴で収賄の証拠を握られた役人。
社員
演 - 市原朋彦
義知に数字の書き換えを指示された部下。
部下
演 - 松田大輔（東京ダイナマイト）
「三ツ星重工」社長となった義知の側近。
星野晋二
演 - 土佐和成
三ツ星重工業の下請け企業の「桂木電工」社長。義知に無理な取引条件を押し付けられ、自ら命を絶った。
役員
演 - 河野章（最終話）、加倉幸の助（最終話）
「三ツ星重工」役員。

##### 最終話
審査員
演 - 金井良信、日向丈、長谷川公彦
国土交通省の「次世代型インフラ長寿化技術 委託研究公募」の企画競争入札の審査員。
チンピラ
演 - 芳村宗治郎、渡辺潤
審査員の一人に絡んでいたところを虎魂が仲裁に入る。
職員
演 - 松原正隆
東城充と福島あかねの交渉相手の職員。
リポーター
演 - 杉原千尋
義知が特別背任の疑いで事情聴取を受けることを「三ツ星重工」本社前からリポートする。

### スタッフ
- 原作 - 福田秀『スタンドUPスタート』（集英社『週刊ヤングジャンプ』連載中）
- 企画 - 狩野雄太[6]
- 脚本 - モラル、伊達さん（大人のカフェ）[22]
- 音楽 - 瀬川英史[22]
- 主題歌 - JUJU「Bet On Me」（ソニー・ミュージックレーベルズ）[113]
- 演出 - 瑠東東一郎、久万真路、的場政行、松下敏也[22]
- 監修 - 上野豪（DRONE PILOT AGENCY株式会社 代表取締役）[6]
- プロデュース - 清家優輝（ファインエンターテイメント）、庄島智之[6]
- 制作協力 - ファインエンターテイメント
- 制作著作 - フジテレビ

### 放送日程
| 話数                                                                        | 放送日  | サブタイトル                               | 脚本     | 演出       | 視聴率 |
| --------------------------------------------------------------------------- | ------- | ------------------------------------------ | -------- | ---------- | ------ |
| 第1話                                                                       | 1月18日 | 落ちこぼれ中年&専業主婦が涙の起業!         | モラル   | 瑠東東一郎 | 4.1%   |
| 第2話                                                                       | 1月25日 | 全てを失った男が気づく大切な事と特別な1日  | モラル   | 瑠東東一郎 | 3.8%   |
| 第3話                                                                       | 2月01日 | 娘と母の黒い記憶…欲求ビジネスのあるべき姿  | モラル   | 久万真路   | 3.7%   |
| 第4話                                                                       | 2月08日 | 会社は何の為にある? 売却して知る本当の想い | 伊達さん | 的場政行   | 3.2%   |
| 第5話                                                                       | 2月15日 | 俺達は錆びた部品じゃない! 心動かす地方創生 | モラル   | 久万真路   | 3.4%   |
| 第6話                                                                       | 2月22日 | 失敗を恐れるな! 倒産危機と地元を救う挑戦!  | モラル   | 久万真路   | 3.3%   |
| 第7話                                                                       | 3月01日 | 迷惑動画で経営危機! 復活の鍵は人のつながり | 伊達さん | 松下敏也   | 2.5%   |
| 第8話                                                                       | 3月08日 | 何の為に働きますか? 心の中に宿る栄冠とは?  | 伊達さん | 的場政行   | 3.0%   |
| 第9話                                                                       | 3月15日 | 人に価値は必要か? 新たな出会いと過去の傷   | モラル   | 久万真路   | 2.9%   |
| 第10話                                                                      | 3月22日 | 社長解任! 閃きと繋がりが兄弟の絆を動かす!  | モラル   | 瑠東東一郎 | 2.4%   |
| 最終話                                                                      | 3月29日 | 「資産は人なり」最高の仲間たちVS大企業     | モラル   | 久万真路   | 3.5%   |
| 平均視聴率 3.3%（視聴率はビデオリサーチ調べ、関東地区・世帯・リアルタイム） |         |                                            |          |            |        |

- 初回は22時 - 23時9分の15分拡大放送[21]。
- 本作の平均視聴率3.3%は放送時点でのテレビ東京を除く21世紀の民放テレビ局のプライム帯ドラマのワースト記録であった（現在は本作と同じくフジテレビ系水曜22時枠で放送された『婚活1000本ノック』の2.8%がワースト記録）。

### スピンオフドラマ
動画配信サービス「FOD」にて、スピンオフドラマが配信中。
本編第5話終了後より、『スタンドUPスタート ナイトワーカー編』（スタンドアップスタート ナイトワーカーへん）を配信。
本編第6話終了後より、『スタンドUPスタート 就活編』（スタンドアップスタート しゅうかつへん）を配信。本編第4話のその後が描かれている。

#### キャスト（スピンオフドラマ）
三星大陽
演 - 竜星涼
林田利光
演 - 小手伸也

#### ナイトワーカー編
レイコ
演 - 香音
ホステス。
めぐみ
演 - 谷まりあ
レイコの同僚。
夏
演 - 長月翠
レイコの同僚。
久我
演 - 濱津隆之
常連客。
カズくん
演 - 猪塚健太
レイコの彼氏。ミュージシャン志望。
立山隼人
演 - 水沢林太郎
M
声 - 雨宮天

#### 就活編
野本優作
演 - 竹財輝之助
鴨志田一
演 - 永井大
小野田虎魂
演 - 吉野北人
羽賀佳乃
演 - 山下美月
神崎裕也
演 - 櫻井圭佑
就活生。

#### スタッフ（スピンオフドラマ）
- 脚本 - 山崎力[118]
- 音楽 - 瀬川英史[118]
- 主題歌 - JUJU「Bet On Me」[118]
- 演出
  - ナイトワーカー編 - 松下敏也[118]
  - 就活編 - 的場政行[117]
- 企画 - 狩野雄太[118]
- プロデュース - 清家優輝（ファインエンターテイメント）、庄島智之（ファインエンターテイメント）[118]
- 制作協力 - ファインエンターテイメント
- 制作著作 - フジテレビ

#### 配信日程（スピンオフドラマ）
| 各話    | 配信日  | サブタイトル     | 演出     |
| ------- | ------- | ---------------- | -------- |
| 第5.5話 | 2月15日 | ナイトワーカー編 | 松下敏也 |
| 第6.5話 | 2月22日 | 就活編           | 的場政行 |

| フジテレビ系列 水曜10時枠の連続ドラマ                 | フジテレビ系列 水曜10時枠の連続ドラマ          | フジテレビ系列 水曜10時枠の連続ドラマ        |
| 前番組                                                | 番組名                                         | 次番組                                       |
| ----------------------------------------------------- | ---------------------------------------------- | -------------------------------------------- |
| 親愛なる僕へ殺意をこめて （2022年10月5日 - 11月30日） | スタンドUPスタート （2023年1月18日 - 3月29日） | わたしのお嫁くん （2023年4月12日 - 6月21日） |

## コラボレート
2023年2月にタニタとコラボレートし、『週刊ヤングジャンプ』12号から同年14号まで「スタンドUPスタート×TANITA」を掲載。このコラボレートはタニタの社長である谷田千里のオファーにより実現している。